# دشمن (فیلم ۱۹۹۰)
دشمن (انگلیسی: Dushman) یک فیلم در ژانر درام به کارگردانی شاکتی سامانتا است که در سال ۱۹۹۰ منتشر شد. از بازیگران آن می‌توان به میتون چاکرابورتی، مانداکینی، آلوک نات، رانجیت، و دیپا ساهی اشاره کرد.